# Dasyhelea glukhovae
Dasyhelea glukhovae är en tvåvingeart som beskrevs av Brodskaya 1996. Dasyhelea glukhovae ingår i släktet Dasyhelea och familjen svidknott. Inga underarter finns listade i Catalogue of Life.